# Gundaker Wurmbrand-Stuppach
Gundaker hrabě von Wurmbrand-Stuppach též Gundaccar nebo Gundacker, plným jménem hrabě Ladislaus Gundaccar Gregor Alois von Wurmbrand-Stuppach (9. května 1838 Josefov – 26. března 1901 Štýrský Hradec) byl rakousko-uherský, respektive předlitavský politik, dlouholetý poslanec rakouské říšské rady a štýrského zemského sněmu. Ve Štýrsku zastával řadu let funkci zemského hejtmana (1884–1893 a 1895–1897). V letech 1893–1895 byl rakouským ministrem obchodu.

## Biografie

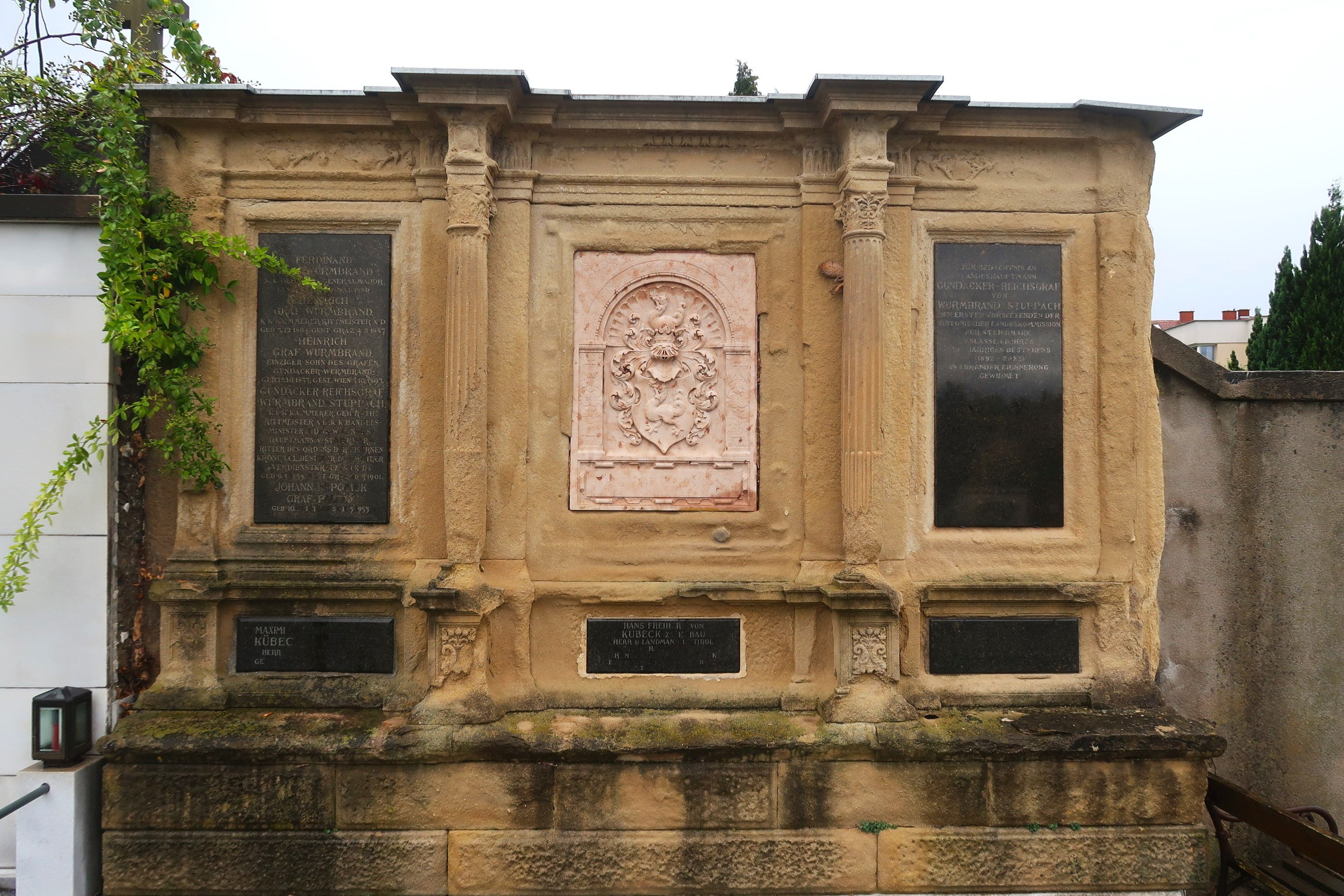
Hrobka rodiny Wurmbrand-Stuppach na hřbitově St. Leonhard ve Štýrském Hradci

Pocházel ze starého šlechtického rodu Wurmbrand-Stuppachů, narodil se jako třetí syn c. k. generálmajora hraběte Ferdinanda Wurmbrand-Stuppacha (1807–1886), dlouholetého nejvyššího hofmistra arcivévody Františka Karla, matka Aloisie (1807–1842) patřila k uherské šlechtické rodině Széchenyiů. Gundaker studoval nejprve soukromě a později na univerzitě ve Štýrském Hradci. Mezitím vstoupil v roce 1856 do armády a s ohledem na postavení svého otce u dvora byl již ve dvaceti letech povýšen na nadporučíka (1858). Zúčastnil se války se Sardinií, ale ještě téhož roku odešel z vojska do výslužby (1859). Poté se podílel na správě rodinných statků ve Štýrsku, kde se také zapojil do veřejného života. V roce 1877 byl zvolen ve velkostatkářské kurii na Štýrský zemský sněm. V letech 1884–1893 zastával funkci zemského hejtmana ve Štýrsku.
Ve volbách do Říšské rady roku 1879 získal i mandát v Říšské radě (celostátní zákonodárný sbor), kde reprezentoval kurii obchodních a živnostenských komor, obvod Štýrský Hradec. Mandát obhájil za stejnou kurii a obvod ve volbách do Říšské rady roku 1885. Poslancem se stal i ve volbách do Říšské rady roku 1891, nyní ovšem za velkostatkářskou kurii ve Štýrsku. Ve vídeňském parlamentu setrval do konce funkčního období sněmovny, tedy do roku 1897.
Po volbách roku 1879 je řazen mezi ústavověrné poslance. Od roku 1881 byl členem klubu Sjednocené levice, do kterého se spojilo několik ústavověrných (liberálně a centralisticky orientovaných) politických proudů. Za tento klub uspěl i ve volbách roku 1885. Po rozpadu Sjednocené levice přešel do frakce Německorakouský klub. V roce 1890 se uvádí jako poslanec obnoveného klubu německých liberálů, nyní oficiálně nazývaného Sjednocená německá levice. I ve volbách roku 1891 byl na Říšskou radu zvolen za klub Sjednocené německé levice.
Dne 12. listopadu 1893 se stal ministrem obchodu Předlitavska ve vládě Alfreda Windischgrätze. Ministerstvo vedl do 19. června 1895. Po rezignaci Windischgrätzova kabinetu znovu krátce působil jako zemský hejtman ve Štýrsku (1896–1897). 
Publikoval odborné práce zaměřené na prehistorii a archeologii Štýrska. Zemřel 26. března 1901 ve Štýrském Hradci, kde je pohřben na hřbitově St. Leonhard.

## Tituly a ocenění
Wurmbrandové patřili k tzv. mediatizované šlechtě zaniklé Svaté říše, náležel jim titul říšských hrabat s nárokem na oslovení Osvícenost (Erlaucht) a právem užívání knížecí korunky v erbu. Gundaker byl v roce 1864 jmenován c. k. komořím a ve funkci ministra obchodu obdržel v roce 1893 titul c. k. tajného rady s nárokem na oslovení Excelence. Během služby v armádě v mládí se stal nositelem Vojenského záslužného kříže a při odchodu z vlády získal Řád železné koruny III. třídy (1895). Dále mimo jiné obdržel čestné občanství v Hartbergu a byl čestným členem řady spolků a organizací ve Štýrsku. 

## Manželství a potomci
Jeho první manželkou se stala 28. srpna 1871 baronka Wilhelmine von Dickmann-Secherau (1853–1885) z bohaté podnikatelské rodiny. Z jejich manželství se narodily tři dcery. Jediný syn zemřel bezdětný ve věku osmnácti let. 
- 1. Ferdinandina (1872 Töscheldorf – 1954 Štýrský Hradec), manž. 1898 hrabě Jan Nepomuk Pálffy z Erdödu (1872 Retzhof – 1953 Štýrský Hradec)[21][22]
- 2. Adalberta (1873 Borl – 1945 Štýrský Hradec), manž. 1901 baron Maximilián Kübeck von Kübau (1868 Florencie – 1945 Štýrský Hradec)[21][22]
- 3. Heinrich Gundaker (1878 Borl – 1897 Vídeň), svobodný a bezdětný[21][22]
- 4. Alexandrina (1883 Vídeň – Štýrský Hradec), manž. 1906 baron Gustav Leopold von Mensshengen (1877 Kremže –1947 Štýrský Hradec)[22]

Po smrti první manželky se ve Štýrském Hradci oženil 8. května 1886 s baronkou Theresou von Wenckheim (1853–1941). Toto manželství zůstalo bezdětné. 